# Italia Ricci
Italia Ricci (Richmond Hill, Ontário, 29 de Outubro de 1986) é uma atriz canadense, mais conhecida por ter estrelado o filme American Pie Presents: Beta House, em 2007 como Laura Johnson, por ter participado da série Aaron Stone em 2009, e por participar da série Unnatural History em 2010.
Atualmente está na Netflix como Emily Rhodes na série Designated Survivor.

## Filmografia
| Ano  | Título                            | Papel         |
| ---- | --------------------------------- | ------------- |
| 2008 | The Death of Indie Rock           | Diane         |
| 2007 | American Pie Presents: Beta House | Laura Johnson |
| 2012 | Valediction                       | Erica         |
| 2013 | Don Jon                           | Gina          |

## Séries de TV
| Ano       | Título                         | Papel                     | Notas                       |
| --------- | ------------------------------ | ------------------------- | --------------------------- |
| 2009      | Secret Girlfriend              | Sasha                     | 6 episódios (em andamento)  |
| 2009      | House M.D.                     | Oficial de imigração #2   | 1 episódio                  |
| 2009      | Greek                          | Delia                     | 1 episódio                  |
| 2009      | How I Met Your Mother          | Hot Woman #1              | 1 episódio                  |
| 2009      | Aaron Stone                    | Chase Ravenwood           | 5 episódios                 |
| 2010      | True Jackson, VP               | Dr. Trish Kavanaugh       | 1 episódio                  |
| 2010      | Unnatural History              | Margaret "Maggie" Winnock | 13 episódios (Cancelada)    |
| 2012      | CSI: Crime Scene Investigation | Vanessa Drake             | Episódio: "Pick and Roll"   |
| 2014-2015 | Chasing Life                   | April Carver              |                             |
| 2016-2019 | Supergirl                      | Banshee Prateada          |                             |
| 2016-2019 | Designated Survivor            | Emily Rhodes              | 30 episódios / 3 temporadas |